# Sân bay Hemavan
Sân bay Hemavan (IATA: HMV, ICAO: ESUT) là một sân bay ở Hemavan, Thụy Điển. Các làng gần nhất là Hemavan và Tärnaby, cả hai đều là các khi giải trí trượt tuyến. Sân bay này nằm ở đô thị Storuman (hạt Västerbotten), đô thị duy nhất ở Thụy Điển có 2 sân bay đang có dịch vụ bay thường lệ. Sân bay kia là Sân bay Storuman, nằm về phía đông nam 150 (theo đường hàng không) hay 185 km (theo đường bộ).

## Các hãng hàng không và các tuyến bay
- Skyways Express (Stockholm)